# 田中誠太
田中 誠太（たなか せいた、1956年（昭和31年）12月4日 - ）は、日本の政治家。大阪府八尾市長（3期）、大阪府議会議員（2期）、八尾市議会議員（3期）を務めた。

## 経歴
大阪府八尾市出身。八尾市立龍華小学校、八尾市立龍華中学校、近畿大学附属高等学校卒業。1979年、近畿大学商経学部経営学科卒業。1983年5月、八尾市議会議員選挙に初当選（3期連続、日本社会党）。1999年5月、大阪府議会議員選挙に初当選（2期連続、民主党）。
2007年、民主党を離党し大阪府議会議員を辞職する。同年4月22日、八尾市長選挙に無所属（民主党推薦）で出馬。自民党推薦の現職ら4人を破って初当選した。5月1日、市長就任。
2011年4月24日執行の八尾市長選挙に無所属（民主党・自民党・社民党の3党推薦）で出馬。共産党推薦の新人を破り再選。
2015年4月26日執行の八尾市長選挙に無所属（自民党・公明党・民主党・社民党の4党推薦、共産党自主支援）で出馬。大阪維新の会と次世代の党推薦の大松桂右を破り、3期目の当選。2015年5月、大阪府市長会会長に就任。
2019年の市長選では大松に敗れ落選した。
2023年4月の市長選では大松に再び敗れ落選した。